# Remigio (juego)
El remigio (o también llamado rabino) es un juego de naipes similar al chinchón. Se juega con dos barajas de póker inglesa, o española, es decir, con 26 cartas por palo más ocho comodines. El número de jugadores mínimo es 2, y el máximo con dos barajas es de 6, aunque pueden jugar más jugadores, si se añaden más barajas.

## Objetivo del juego
Depositar el máximo de cartas posibles en tu mesa, para así conseguir el máximo de puntos posibles.
Al principio de cada ronda el objetivo es conseguir "abrir", "abrir" consiste en depositar cartas en la mesa que sumen 36 puntos, según las reglas de puntuación que aquí se aplican, esto permite, que las cartas que juguemos, tengan valor, de lo contrario, ninguna se considera válida, y puntúan negativamente. Luego de esto, el objetivo se convierte en conseguir el máximo de puntos, y ser el primero y único que desecha todas las cartas de la mano, dando así por finalizada la ronda. Aunque esta acción no es implícita del mayor puntuaje, ya que se puede cerrar con pocas cartas en la mesa, y otro jugador con más cartas y más valiosas, aún restando la puntuación de las cartas restantes en su mano, puede obtener una mayor puntuación.
Antes de jugar, se fija una cantidad de puntos que será el tope de la partida, es decir, después del recuento de puntos de cada ronda, el primer jugador que llegue a esa puntuación, o la supere, gana la partida, que consta de tantas rondas como sean necesarias para llegar a la puntuación acordada. En el caso de que varios jugadores lleguen a la puntuación estipulada en la misma ronda, gana el que haya puntuado más alto. Los puntos tope suelen ser 300 o 500, para partidas cortas, o bien 1000, 1500, etc.
Para poner una referencia, una partida de 300, suele constar de 2, 3 rondas.
La media de puntos por ronda, oscila entre 70 y 120 puntos, aunque no es muy difícil conseguir 200, esto puede ayudar a elegir el tope.

## Desarrollo del juego

### Preparación
Se reparten 13 cartas a cada jugador, y el resto de las cartas se deja como mazo (bocabajo). Cada jugador debe ligar esas 13 cartas, siendo las combinaciones mínimas de tres cartas, ya sean escalera (del mismo palo) o tres cartas del mismo índice. El comodín puede sustituirse por cualquier carta de la baraja.
Esto es opcional, pero tras barajar las cartas, el encargado de ellas en esa ronda, ofrece el mazo boca abajo, al jugador de su derecha, este lo "corta" (parte el mazo en dos) por donde prefiera, y la parte superior del mazo, la voltea, y comprueba las tres primeras cartas, si en ellas hay uno o varios comodines los conserva, y se le reparte un número de cartas consecuente, para obtener 13, y deposita el resto como mazo. El que ha barajado, reparte las cartas del mazo restante del "corte", y deposita el resto encima de la otra parte del mazo.
Esto se repite cada ronda, rotando entre jugadores, siendo, posteriormente, el jugador de corte el encargado de barajar y repartir, y así consecutivamente.

### Inicio del juego
Todos los jugadores, descartan una carta por orden, en sentido contrario a las agujas del reloj, luego de esa vuelta, se empezará siempre cogiendo una carta (ya sea del mazo o de la pila de descarte (que tiene que depositarse escalonadamente para que todas las cartas sean visibles, ya que se pueden coger, en este caso, tantas como se desee, siguiendo el orden en el que están colocadas, y solo se pueden coger de aquí, si el jugador a "abierto", de lo contrario, sólo podrá coger del mazo, del mazo solo se puede coger una)) y depositando otra para concluir el turno, y así sucesivamente, (tras descartar la carta, no se puede seguir jugando, debes jugar tus cartas antes de depositarla). El primer jugador en tener toda su mano ligada, puede cerrar, para lo que debe dejar la carta que le sobra bocabajo, en la pila de descarte, por lo que siempre se deberá reservar una carta para poder cerrar, no puede simplememte, depositar todas sus cartas en la mesa y vaciar sus manos, debe conservar sí o sí, una para el cierre, y puede ser cualquiera.
Anteriormente hemos hablado que para poder validar las manos (cuando hablamos de manos, nos referimos o bien a las manos en si, o en este caso, a las combinaciones de cartas válidas para depositar en la mesa), y de hecho formarlas, debes poder "abrir", es decir debes iniciar con una o varias manos que sumen 36 puntos, en este caso, se puntúa de la siguiente forma, cada carta vale lo que indica el índice, excepto las ases que valen 10, si están colocadas en escalera, y 25 cada una, si forman un juego. Antes de esto, no puedes crear ninguna otra mano.

### Manos posibles
Se pueden colocar grupos, de un mínimo de tres cartas de las siguientes formas:
· Juego: Se colocan cartas del mismo índice pero diferente palo, no se pueden repetir, lo que hace que esta mano solo pueda tener un máximo de 4 cartas.
· Escalera: Se colocan cartas del mismo palo, en orden, formando una escalera. Tampoco pueden repetirse, por lo que el máximo de esta mano son 13 cartas. El orden funciona en forma de rueda, es decir, se puede poner 2, A, K, Q, o a la inversa, y etcétera.
Sólo se puede poner un comodín por mano.
También puedes poner cartas en las manos de los demás jugadores, siguiendo las normas, estas cartas deberán estar colocadas de forma distinta a las demás, para indicar que pertenecen a otro jugador, normalmente se voltean de forma horizontal, diagonal, para difereneciar entre jugadores. Teóricamente se puede colocar un comodín en la mano de otro jugador, pero no es útil, ni recomendable. Lo que sí que se puede hacer es, "robarle" un comodín de la mano(de la mesa), a otro jugador, intercambiando este por la carta correspondiente, en el caso de un juego, solo se intercambia el comodín si no hay más cartas que añadir, es decir, si tenemos un juego de doses, de tres cartas, y una de ellas es un comodín, si aportamos a esa mano otro dos, solo se añadirá, si por el contrario, la mano ya posee la 4 cartas, salvo que, una de ellas es un comodín, al aportar la carta faltante, sí se intercambiará el comodín (no estás obligado a usarlo inmediatamente), esto se aplica tanto para "robar" comodín, como para recuperar el de tu propia mesa. Puedes poner a los demás jugadores, tantas cartas como quieras, y puedas.
En el momento en el que depositas una mano válida en la mesa, ya no puedes modificarla, es decir, no puedes desmontarla para crear otra mano completamente diferente, solo puedes añadirle, y nunca quitarle cartas, a excepción del comodín, que tampoco se puede anular, si no intercambiar.
Las manos que ya estén completas, es decir, en el caso de la escalera, que ya contenga las 13 cartas, y en el de un juego que contenga las 4, y por supuesto, que no contengan ningún comodín, pueden recogerse, y reservarse para el recuento y así liberar espacio en la mesa, ya que no es posible interactuar más con esas manos.

### Recuento de puntos
Tras revisar que la mano del jugador que cierra es correcta, los demás jugadores proceden a mostrar sus cartas restantes, cartas sin ligar, y cuentan los puntos que suman estas. Estos puntos se restarán a las cartas que tengan ligadas, siendo posible sacar una puntuación negativa en la ronda. El jugador que cierra, como no posee cartas sin ligar, todos sus puntos son positivos, y recibe 30 puntos adicionales por cerrar. El recuento de puntos al finalizar la ronda tiene un funcionamiento distinto al de "abrir".
Las cartas valen lo siguiente: (tanto positiva como negativamente)
Del 2 al 9, 5 puntos
El 10, la Jota, la Reina y el Rey, 10 puntos
El As 10 puntos, en escalera, y negativamente. Y 25 cada una, en un juego.
La jota, lo correspondiente a la mano, y en el caso de no estar ligada 5 puntos negativos.
Se anotan los puntos, y se suman o restan a los de las rondas anteriores.
Se puede dar el caso de un cierre de mano, consiste en cerrar, en la primera ronda, la de descarte, usando solo las cartas repartidas inicialmente. En este caso se dobla la puntuación obtenida por ese jugador, el resto recuentan con normalidad.

## Variantes
Existen muchísimas variantes del Remigio, siendo habitual que cada persona juegue con unas reglas distintas, que pueden variar en función de la baraja con la que se juegue, por ejemplo, del recuento de los puntos...